# Pseudotrachelophorus rubrodorsatus
Pseudotrachelophorus rubrodorsatus is een keversoort uit de familie bladrolkevers (Attelabidae). De wetenschappelijke naam van de soort werd in 1898 gepubliceerd door Léon Marc Herminie Fairmaire.